# Acquaye Mclean
Acquaye Mclean – ghański piłkarz grający na pozycji pomocnika. W swojej karierze grał w reprezentacji Ghany.

## Kariera klubowa
W swojej karierze piłkarskiej Mclean grał w klubie Great Olympics.

## Kariera reprezentacyjna
W 1982 roku Mclean został powołany do reprezentacji Ghany na Puchar Narodów Afryki 1982. Wywalczył z nią mistrzostwo Afryki. Na tym turnieju był rezerwowym i nie zagrał w żadnym meczu.